# Povodí Muldy
Povodí Muldy je povodí řeky 2. řádu a je součástí povodí Labe. Tvoří je oblast, ze které do řeky Muldy přitéká voda buď přímo nebo prostřednictvím jejich přítoků. Jeho hranici tvoří rozvodí se sousedními povodími. Na jihu je to povodí Ohře, na západě povodí Sály a na východě povodí Bíliny. Na východě jsou to pak povodí menších levostranných přítoků Labe. Nejvyšším bodem povodí je s nadmořskou výškou 1244 m Klínovec v Krušných horách. Rozloha povodí je 7400,3 km², z čehož 388,4 km² je na území Česka a 7011,9 km² na území Německa.

## Správa povodí
Na území Česka se správou zabývá státní podnik Povodí Ohře.

## Dílčí povodí
| povodí                  | rozloha km² | nejvyšší bod | nadm.výška m | odtékající řeka  | průtok v ústí m³/s |
| ----------------------- | ----------- | ------------ | ------------ | ---------------- | ------------------ |
| Povodí Freiberské Muldy | 2981,0      | Klínovec     | 1244,0       | Freiberská Mulda | 35,0               |
| Povodí Cvikovské Muldy  | 2360,0      | ...          | ...          | Cvikovská Mulda  | 26,0               |